# Myopsocometes
Myopsocometes is een kevergeslacht uit de familie van de boktorren (Cerambycidae). De wetenschappelijke naam van het geslacht werd voor het eerst geldig gepubliceerd in 2009 door Santos-Silva & Tavakilian.

## Soorten
Myopsocometes omvat de volgende soorten:
- Myopsocometes humeralis (Villiers, 1958)
- Myopsocometes pseudohumeralis Santos-Silva & Tavakilian, 2009